# Cyrtopodium parviflorum
Cyrtopodium parviflorum là một loài phong lan.
 Tư liệu liên quan tới Cyrtopodium parviflorum tại Wikimedia Commons

## Hình ảnh

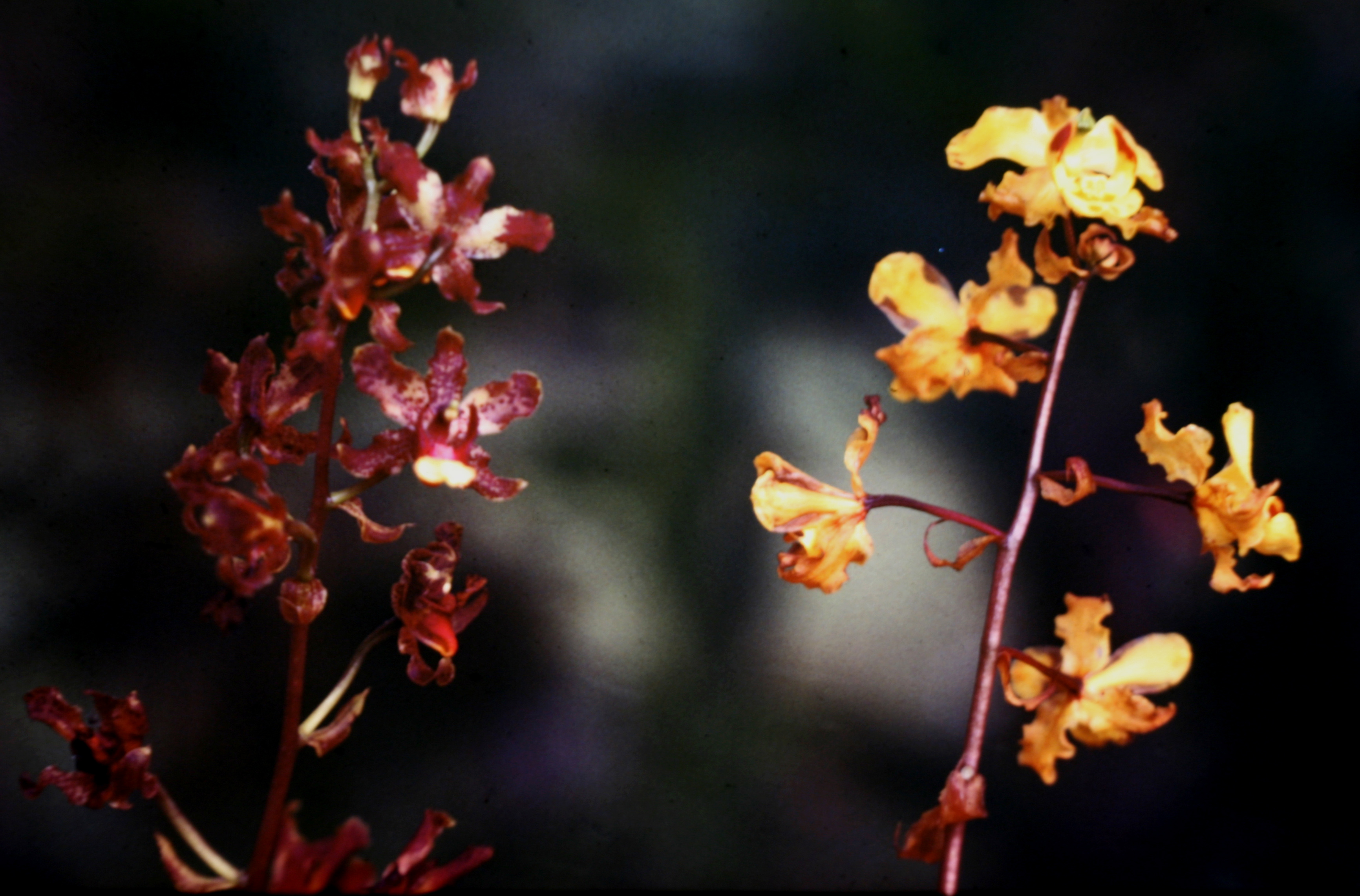
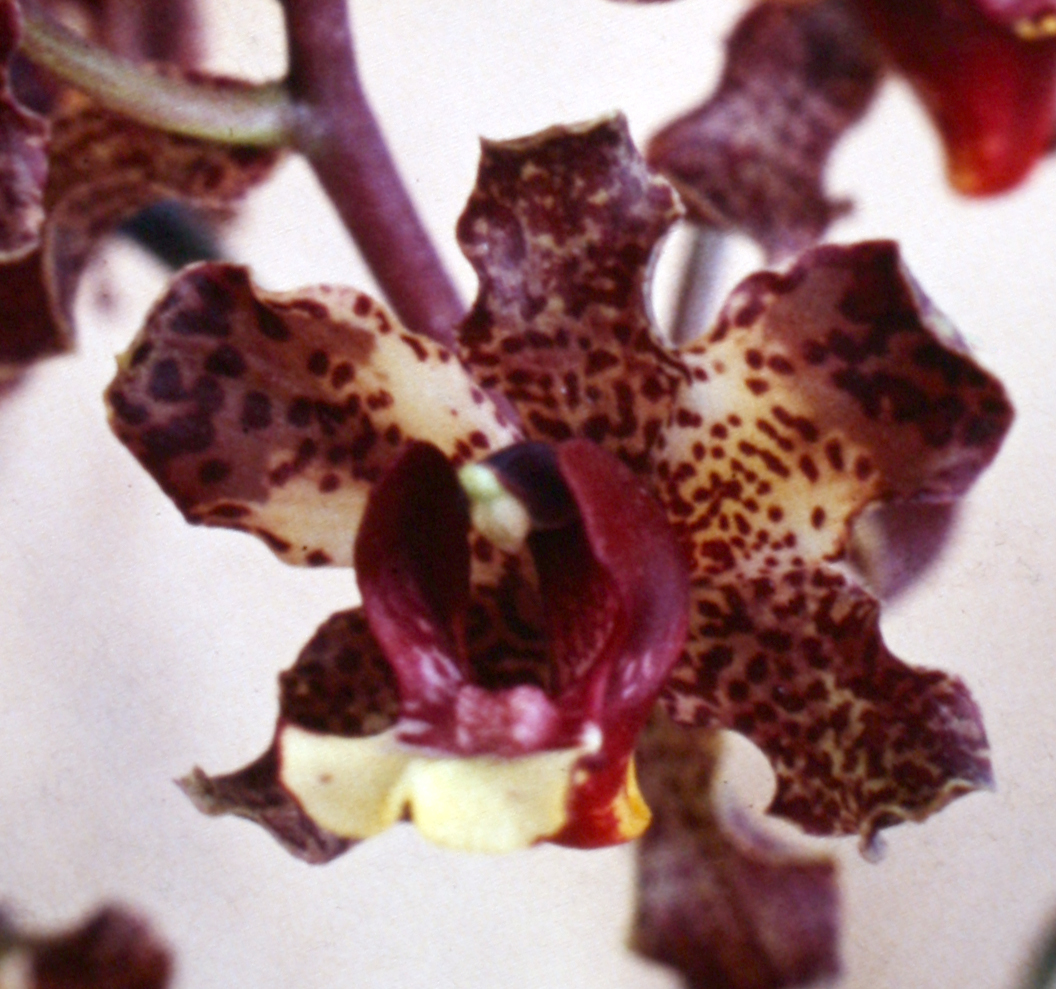
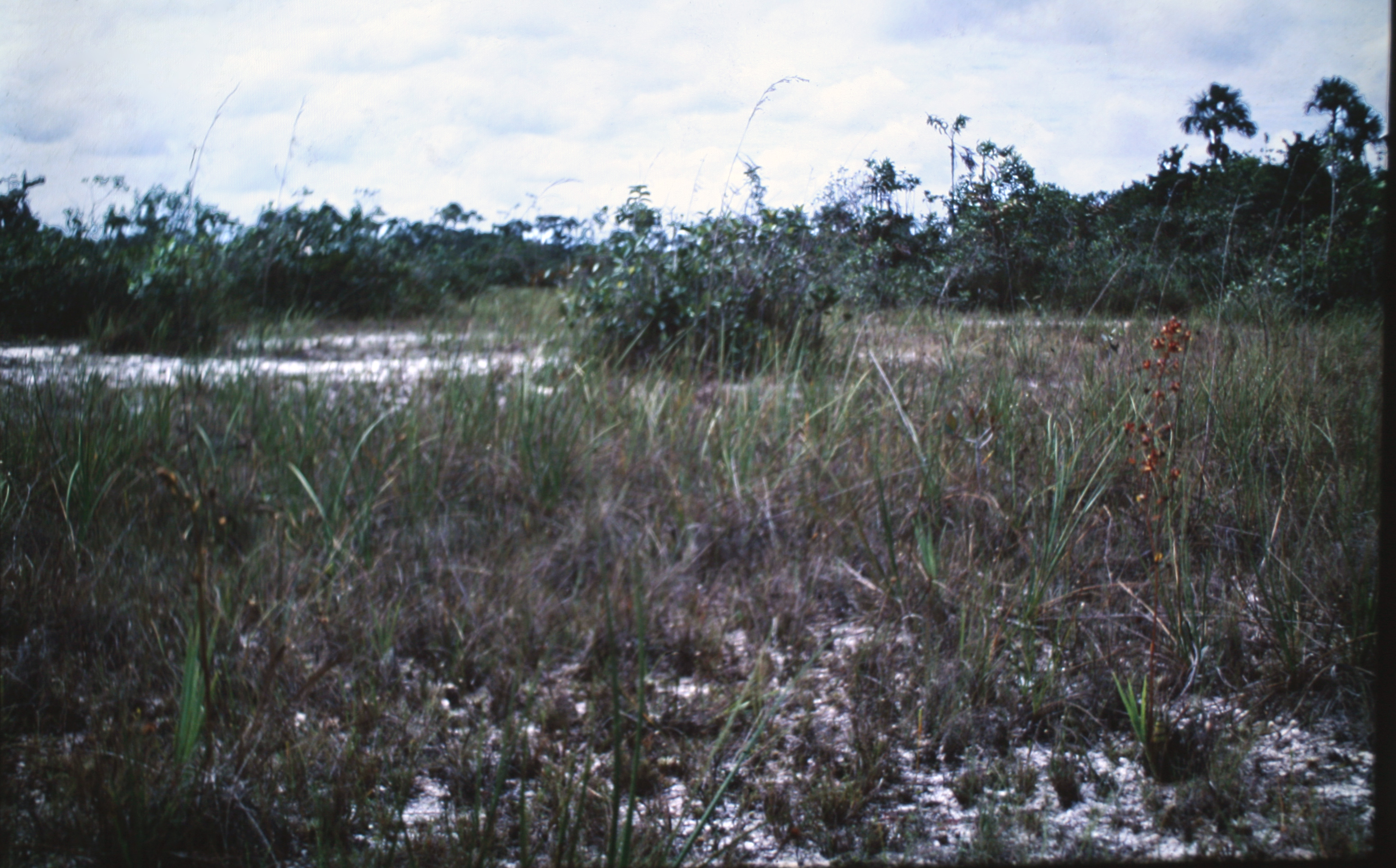